# Савілов Юрій Миколайович
Ю́рій Микола́йович Саві́лов — старший сержант Збройних сил України, учасник російсько-української війни.

## З життєпису
Сам росіянин; родом із Москви. Одружився з українкою, має сина 2004 р.н.
Став на захист України. Станом на 19 серпня 2014 року — заступник командира батальйону «Донбас».
В червні 2019 року отримав українське громадянство.
Станом на травень 2020 року — інструктор з бойової підготовки.

## Нагороди та вшанування
- Указом Президента України № 81/2020 від 13 березня 2020 року за «особисту мужність, виявлену у захисті державного суверенітету та територіальної цілісності України, самовіддане служіння Українському народу» нагороджений орденом За мужність III ступеня[2]